# Вириальная масса
Вириальная масса (англ. virial mass) — термин в астрономии, значение которого может меняться в зависимости от контекста.
При исследовании гало тёмной материи галактик или скоплений галактик под вириальной массой понимают массу в пределах вириального радиуса {\displaystyle r_{\rm {vir}}}, определяемого соотношением {\displaystyle \rho (<r_{\rm {vir}})=\Delta _{c}\rho _{c}}, где {\displaystyle \rho (<r)} является средней плотностью гало внутри данного радиуса,  {\displaystyle \rho _{c}} является критической плотностью Вселенной. (В некоторых случаях {\displaystyle \rho _{c}} заменяют средней плотностью вещества {\displaystyle \rho _{M}=\Omega _{M}\rho _{c}}, и на настоящее время {\displaystyle \Omega _{M}\simeq 0,27} в соответствии  с выводами модели Лямбда-CDM). Таким образом, вириальная масса является мерой полной массы внутри гало тёмной материи, поскольку за пределами вириального радиуса плотность тёмной материи снижается до значений, сравнимых с фоновой плотностью. Данное определение вириальной массы не является универсальным, поскольку точное значение параметра {\displaystyle \Delta _{c}} определяется космологической моделью. На практике зачастую выбирают значение  {\displaystyle \Delta _{c}=200} и обозначают вириальную массу как {\displaystyle M_{200}=M(<r_{200})}.
В других случаях под вириальной массой могут понимать массу, полученную по данным о кривой вращения или о дисперсии скоростей для связанной группы звёзд в предположении применимости теоремы о вириале.